# Dzsalalabad (település, Kirgizisztán)
Dzsalalabad (más írásmód szerint Dzsalalabat; kirgizül Жалалабат, IPA: [dʒɑlɑlɑbɑt]) a Kirgizisztán délnyugati részén található Dzsalalabad tartomány igazgatási és gazdasági központja. A város a Ferganai-medence északkeleti végénél, a Kugart folyó völgyében, az üzbég határ közelében fekszik. A lakosság kétharmada üzbég.

## Fordítás
- Ez a szócikk részben vagy egészben  a   Jalal-Abad című angol Wikipédia-szócikk ezen változatának fordításán alapul.  Az eredeti cikk szerkesztőit annak laptörténete sorolja fel. Ez a jelzés csupán a megfogalmazás eredetét és a szerzői jogokat jelzi, nem szolgál a cikkben szereplő információk forrásmegjelöléseként.